# Anatolij Tymoschtschuk
Anatolij Oleksandrowytsch Tymoschtschuk (ukrainisch Анатолій Олександрович Тимощук, russisch Анатолий Александрович Тимощук Anatoli Alexandrowitsch Timoschtschuk; englische Transkription Anatoliy Oleksandrovych Tymoshchuk; * 30. März 1979 in Luzk, Oblast Wolyn, Ukrainische SSR, Sowjetunion) ist ein ehemaliger ukrainischer Fußballspieler, der nach seiner ersten Profistation bei seinem Heimatclub Wolyn Luzk neun Jahre bei Schachtar Donezk unter Vertrag stand. Bevor er 2009 zum FC Bayern München wechselte, spielte er zwei Jahre bei Zenit Sankt Petersburg. Dort gewann er 2008 die Europa League und 2013 gewann er mit dem FC Bayern München die Champions League.
Mit 144 Länderspielen ist er Rekordnationalspieler der Ukraine, für die er 16 Jahre spielte und Mannschaftskapitän war. Er wurde dreimal Fußballer des Jahres in der Ukraine.
Seit März 2016 ist Tymoschtschuk Co-Trainer von Sergei Semak beim russischen Erstligisten Zenit Sankt Petersburg.
Im März 2022 sperrte ihn der ukrainische Fußballverband lebenslang für jede Tätigkeit und erkannte ihm sämtliche Titel ab, da er trotz Aufforderung den russischen Überfall auf die Ukraine nicht verurteilte und weiter bei Zenit Sankt Petersburg arbeitete. 2023 verhängte die ukrainische Regierung Sanktionen gegen ihn.

## Karriere

### Als Spieler

#### Anfänge in der Ukraine
Tymoschtschuk besuchte die Jugendsportschule Luzk und spielte für das Sportinternatsteam Kiew in seiner Jugend. Er wechselte im Alter von 16 Jahren zu Wolyn Luzk, wo er seine ersten Profi-Einsätze erhielt. Im März 1998 verpflichtete Schachtar Donezk den Ukrainer. Nach neun Jahren verließ er den Klub Ende Februar 2007. Während dieser Zeit wurden ihm zwei Auszeichnungen zuteil und er gewann sechs Titel.

#### Wechsel zu Zenit St. Petersburg
Für die Ablösesumme von 15,1 Millionen Euro – der höchsten, die bis dahin von einem Verein aus den Nachfolgestaaten der Sowjetunion bezahlt worden war – wechselte Tymoschtschuk nach Russland zu Zenit Sankt Petersburg und unterschrieb am 28. Februar 2007 einen Vierjahresvertrag. Bald wurde er zum neuen Kapitän der Mannschaft ernannt. Der niederländische Zenit-Trainer Dick Advocaat war von ihm sehr beeindruckt und meinte: „Über Tymoschtschuk kann ich nur Gutes sagen, und zwar nicht nur über den Spieler, sondern auch über die Person. Tymoschtschuk ist ein Profi vom Kopf bis zu den Füßen. Ich hatte nie Beschwerden an ihn über Disziplin. Solange Tymoschtschuk und ich im Verein sind, wird er der Kapitän von Zenit sein.“
Am Ende seiner ersten Saison mit Zenit konnte Tymoschtschuk die erste Russische Meisterschaft des Vereins feiern. Das war für Zenit die erste Landesmeisterschaft seit der Sowjetmeisterschaft von 1984. Die Zeitung Sport-Express erkor ihm zum besten Spieler der Meisterschaft. Zur Feier des Titels wedelte der Astronaut Juri Malentschenko, der als Fan der Mannschaft bekannt war, im Weltraum ein Zenit-Trikot mit Tymoschtschuks Namen. Damit wurde Zenit der erste Fußballverein, dessen Trikot im Weltraum gezeigt wurde.
Am 14. Mai 2008 gewann er mit Zenit das UEFA-Pokal-Finale mit 2:0 gegen die Glasgow Rangers. Im Halbfinale des Wettbewerbs wurde der FC Bayern mit 1:1 und 4:0 abgefertigt. Im darauffolgenden Europäischen Supercup besiegte Zenit Manchester United mit 2:1.

#### FC Bayern München

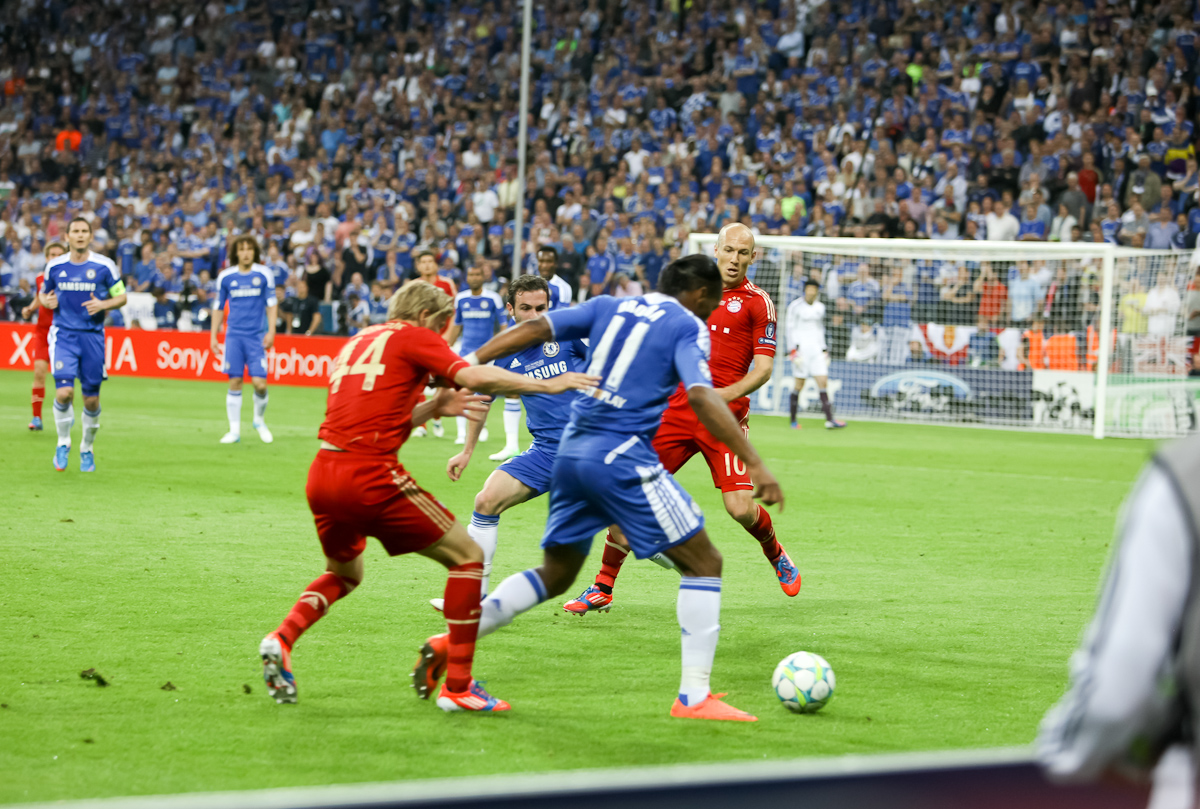
Tymoschtschuk (Nr. 44) im Duell mit Didier Drogba im Champions-League-Finale 2012

Tymoschtschuk, der Deutsch teilweise bereits verstand und sprach, wechselte zur Saison 2009/10 zum FC Bayern München. Er unterschrieb einen Vertrag für drei Jahre bis 2012. Da die russische Liga damals noch im Jahresrhythmus lief und am 14. März 2009 begann, spielte er bis zum 15. Juni 2009 weiterhin für Zenit St. Petersburg und wechselte erst nach seinem zweiwöchigen Urlaub zum FC Bayern.
Sein Bundesliga-Debüt gab er am 8. August 2009 im Auswärtsspiel gegen die TSG 1899 Hoffenheim, als er in der 81. Minute für Mark van Bommel eingewechselt wurde. Mit dem Treffer zum 4:1 bei Juventus Turin im letzten Gruppenspiel der Champions League am 8. Dezember 2009 erzielte Tymoschtschuk sein erstes Pflichtspieltor für den FC Bayern. In seiner ersten Saison absolvierte er 21 Partien in der Bundesliga und vier im DFB-Pokal. In beiden Wettbewerben gewann Tymoschtschuk mit seinem Team den Titel. Im Finale der Champions League, das mit 0:2 gegen Inter Mailand verloren wurde, kam er jedoch nicht zum Einsatz.
Am 16. Oktober 2010 im Bundesligaspiel gegen Hannover 96 stand Tymoschtschuk erstmals nach längerer Zeit in der Startelf. Er vertrat den verletzten Daniel Van Buyten. Am 29. Oktober 2010 beim 4:2-Sieg im Heimspiel gegen den SC Freiburg erzielte er sein erstes Ligator. Knapp einen Monat später, am 27. November, traf er beim 4:1-Erfolg im Heimspiel gegen Eintracht Frankfurt erstmals doppelt in der Bundesliga.
Am 27. September 2011 kam Tymoschtschuk zu seinem 100. Europapokalspiel, als er beim Champions-League-Vorrundenspiel gegen Manchester City in der 83. Minute für Bastian Schweinsteiger eingewechselt wurde. In der Liga und im Pokal blieb für die Bayern in der Saison 2011/12 nur der zweite Platz. In der Saison 2011/12 wurde er in elf Champions-League-Spielen eingesetzt. Auch im Finale gegen den FC Chelsea stand er die vollen 120 Minuten auf dem Feld und erlebte die Niederlage im Elfmeterschießen mit. Nach der Saison verlängerte er seinen Vertrag beim Rekordmeister um ein weiteres Jahr.
Anfang Mai 2013 bestätigte Tymoschtschuk, den FC Bayern München zum Saisonende zu verlassen. In seiner letzten Saison beim FC Bayern gewann er das Triple aus UEFA Champions League, Deutscher Meisterschaft und DFB-Pokal. Beim Champions-League-Finale gegen Borussia Dortmund war er nicht dabei, aber bei den Auswärtssiegen im Achtel- und Halbfinale gegen Arsenal FC und FC Barcelona war er auf dem Feld.
Wettbewerbsübergreifend bestritt Tymoschtschuk 118 Partien für den FC Bayern, in denen er 6 Tore erzielen konnte.

#### Rückkehr zu Zenit St. Petersburg

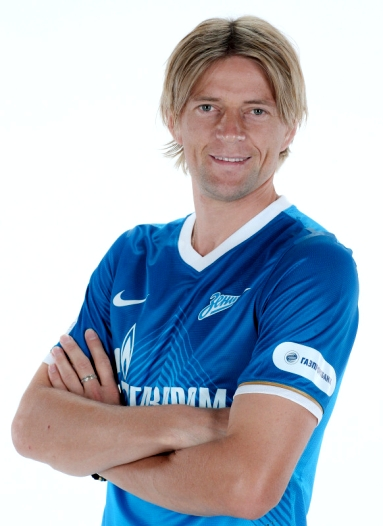
Tymoschtschuk während seines zweiten Engagements bei Zenit (2014)

In der Sommerpause 2013 kehrte Tymoschtschuk zu seinem früheren Verein Zenit St. Petersburg zurück. 2015 gewann er dort seine zweite Russische Meisterschaft.

#### FK Qairat Almaty
Für die noch laufende Spielzeit 2015 und die kommende Spielzeit 2016 verpflichtete ihn der kasachische Erstligist FK Qairat Almaty und stattete ihn mit einem Vertrag mit einer Laufzeit von 18 Monaten aus. Sein Debüt gab er am 12. Juli 2015 über 90 Minuten beim 1:0-Sieg im Heimspiel gegen Qaisar Qysylorda. Mit dem Treffer zum 3:0 gegen den FK Aqtöbe am 23. April 2016 erzielte Tymoschtschuk sein erstes und einziges Pflichtspieltor für den FK Qairat. Nach zwei Spielzeiten, in denen er 34 Punktspiele absolvierte und ein Tor erzielte, beendete er nach der Saison seine aktive Fußballerkarriere.

#### Nationalmannschaft
Tymoschtschuk debütierte 2000 für die A-Nationalmannschaft seines Landes und war in seinen über 100 Länderspielen am 17. Februar 2004 im Test-Länderspiel gegen Georgien mit dem 2:1-Siegtreffer in der 90. Minute erstmals als Torschütze erfolgreich. Als Stammspieler wurde er vom ukrainischen Nationaltrainer Oleh Blochin in den 23-köpfigen Kader für die Weltmeisterschaft 2006 in Deutschland berufen. In diesem Turnier stieß er mit der Mannschaft bis ins Viertelfinale vor, das mit 0:3 gegen Italien verloren wurde.
Am 11. Oktober 2010 machte er beim 0:2 gegen Brasilien sein 100. Länderspiel und zog damit mit Rekordnationalspieler Andrij Schewtschenko gleich. Seit dem 17. November 2010 ist er alleiniger Rekordnationalspieler. Am 8. Februar 2011 überbot er mit seinem 102. Länderspiel auch den von Oleh Blochin für die Sowjetunion aufgestellten Rekord. Insgesamt bestritt er 144 Länderspiele und ist bis heute alleiniger Rekordnationalspieler.
Bei der Fußball-Europameisterschaft 2012 im eigenen Land vertrat er die Ukraine in allen drei Vorrundenspielen über die volle Spielzeit.
Bei der Qualifikation für die Fußball-Europameisterschaft 2016 in Frankreich kam Tymoschtschuk in der ersten Hälfte noch regelmäßig zum Einsatz. 2015 blieb er jedoch zumeist auf der Ersatzbank und im entscheidenden Relegationsspiel gegen Slowenien wurde er erst in der letzten Minute eingewechselt. Trotzdem wurde er mit 37 Jahren als ältester Spieler seines Landes und als Kapitän ins EM-Aufgebot der Ukraine aufgenommen. In der 90. Spielminute im dritten Spiel gegen Polen, als das Turnieraus der Ukraine bereits feststand, bekam er noch einmal einen letzten EM-Einsatz, welcher zugleich sein letzter in der Nationalmannschaft war.

### Als Trainer
Seit März 2016 ist Tymoschtschuk bei seinem ehemaligen Club Zenit St. Petersburg als Co-Trainer unter Vertrag. Dort wurde er mit dem Club 2015/16 Russischer Pokalsieger und Russischer Superpokalsieger. In der Saison 2016/17 konnte Zenit den Superpokal als amtierender Pokalsieger mit einem 1:0-Sieg gegen ZSKA Moskau, dem Meister der Saison 2015/16, verteidigen.

## Sanktionen in Folge des Ukraine-Kriegs
Im März 2022 schloss der ukrainische Fußballverband (UAF) Tymoschtschuk auf Lebenszeit von allen fußballerischen Tätigkeiten in der Ukraine aus, außerdem wurden ihm alle in der Ukraine errungenen Titel aberkannt und er wurde aus allen nationalen Registern gelöscht. Grund dafür war, dass Tymoschtschuk nicht den russischen Überfall auf die Ukraine verurteilte und auch nicht von seinem Posten als Assistenztrainer in Sankt Petersburg zurücktrat. Am 7. Januar 2023 wurden Sanktionen gegen ihn verhängt. Gegen diese Entscheidung legte Anatolij Tymoschtschuk Einspruch vor dem Internationalen Sportgerichtshof (CAS) ein.

## Erfolge

### Als Spieler
Schachtar Donezk

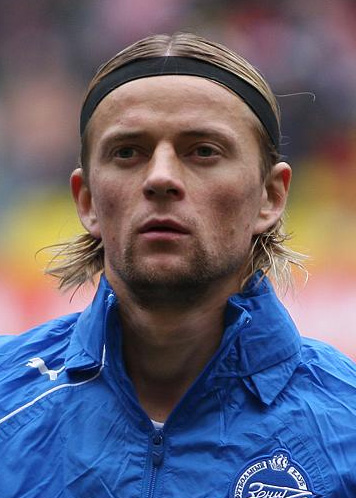
Tymoschtschuk im Jahr 2009

- Ukrainischer Meister: 2002, 2005, 2006
- Ukrainischer Pokalsieger: 2001, 2002, 2004
- Ukrainischer Superpokal: 2005

Zenit Sankt Petersburg
- UEFA-Pokal-Sieger: 2008
- UEFA Supercup: 2008
- Russischer Meister: 2007, 2015
- Russischer Supercup: 2008

FC Bayern München
- UEFA-Champions-League-Sieger: 2013
- Deutscher Meister: 2010, 2013
- DFB-Pokal: 2010, 2013
- DFL-Supercup-Sieger: 2010, 2012

Qairat Almaty
- Kasachischer Pokalsieger: 2015
- Kasachischer Superpokal: 2016

#### Auszeichnungen
- Fußballer des Jahres in der Ukraine 2002, 2006, 2007

### Als Trainer
Zenit Sankt Petersburg
- Russischer Pokal: 2016 (als Co-Trainer)
- Russischer Supercup: 2016, 2017 (als Co-Trainer)

## Sonstiges
Tymoschtschuk trug während der Zugehörigkeit zu Schachtar Donezk und Zenit Sankt Petersburg als Spielführer die Armbinde von Lothar Matthäus in den Nationalfarben Schwarz-Rot-Gold, die dieser während der Weltmeisterschaft 1994 getragen hatte. Er hatte diese von seinem Co-Trainer bei Donezk geschenkt bekommen, nachdem er Matthäus als sein Idol bezeichnet hatte.
Die Stiftung «Рух Молоді» („Ruch Molodi“) von Tymoschtschuk und einigen Freunden unterstützte den Bau von Sportplätzen in Bila Zerkwa 80 Kilometer südwestlich von Kiew und spendeten Hilfe für Kinder in den Oblasts Donezk und Lugansk.

## Privates
Tymoschtschuk ist mit der etwa zwei Jahre jüngeren Russin Anastassija Klimowa verheiratet. Er hat mit ihr zwei Kinder und sie brachte ein weiteres in die Ehe ein. Aus der vorangegangenen 2000 geschlossenen und 2016 geschiedenen Ehe mit Nadeschda Nawrozkaja hat er Zwillingstöchter (* 2010).